# Trasibul d'Elis
Trasibul d'Elis (en grec antic Θρασύβουλος Thrasiboulos) va ser un endeví de la família dels iàmides fill d'Eneas que va viure al segle iii aC.
A mitjans del segle iii aC col·laborava amb els mantineus. En una de les batalles contra el rei espartà Agis IV va anunciar als de Mantinea la seva victòria, i va sortir a lluitar amb els soldats.
Els mantineus li van dedicar una estàtua que Pausànias va descriure. Se'l representava amb un gos sacrificat als seus peus, partit en dos trossos i deixant veure el fetge, i un llangardaix que s'enfilava cap a la seva espatlla dreta. Alguns autors creuen que aquesta representació respon a un desig de Trasibul de combinar el mètode endevinatori dels harúspex interpretant les entranyes, amb el que practicava la tribu dels Galeots de Sicília, que endevinaven el futur a partir dels moviments dels llangardaixos. Si aquesta opinió és certa, Trasibul hauria estat un innovador, ja que l'endevinació grega utilitzava l'estudi de les entranyes dels cabrits, les ovelles i els vedells. Els endevins de Xipre hi havien afegit també els porcs. Trasibul seria el primer que va observar les entranyes d'un gos.
Però diversos testimonis expliquen que un gos partit en dues meitats era utilitzat a Grècia no per a l'endevinació, sinó com un ritual de purificació de l'exèrcit. Aquest ritual, d'origen indoeuropeu, l'utilitzaven els exèrcits macedoni i beoci. L'estàtua de Trasibul que els mantineus li havien dedicat a Olímpia, representaria l'endevinació del futur mitjançant l'observació dels moviments del llangardaix i els rituals de purificació màgica d l'exèrcit a l'inici d'una campanya militar.
Plutarc anomena Trasibul com un dels assassins d'Aristònim tirà d'Elis. Pausànias també diu que va ser donant d'una estàtua del rei Pirros, cosa que sembla poc probable.